# SK Horácká Slavia Třebíč (fotbal)
SK Horácká Slavia Třebíč (celým názvem: Sportovní klub Horácká Slavia Třebíč) byl československý fotbalový klub, který sídlil v moravské Třebíči. Založen byl v roce 1928 a tento název nesl až do svého zániku nedlouho po únorovém převratu v roce 1948. Klubovými barvami byly červená a bílá, dresy zdobila pěticípá hvězda na srdci.
Největším úspěchem oddílu byla účast ve druhé nejvyšší soutěži (1942/43 a 1943/44). V tomto období zde působil mj. Vladimír Bouzek (na jaře 1944 přestoupil do Ostravy).
Své domácí zápasy hrál od roku 1932 na hřišti za nemocnicí – „na Radostíně“.

## Historické názvy
Zdroj: 
- 1928 – SK Horácká Slavia Třebíč (Sportovní klub Horácká Slavia Třebíč)
- 1948 – JTO Sokol Horácká Slavia Třebíč (Jednotná tělovýchovná organisace Sokol Horácká Slavia Třebíč)
- 1948 – zanikl sloučením s DSK Dekva Třebíč

## Stručná historie klubu
Ustavující valná hromada Horácké Slavie se konala v třebíčské restauraci Slavia v neděli 19. února 1928. Kromě fotbalu se v klubu pěstovala lehká i těžká atletika, tenis, šerm, cyklistika, lední hokej (viz SK Horácká Slavia Třebíč) a filatelie. Roku 1930 začala Horácká Slavia budovat vlastní hřiště za nemocnicí – „na Radostíně“, které bylo slavnostně otevřeno o dva roky později zápasem s SK Slavia Praha. Klub zanikl nuceně po únorovém převratu. Na jeho tradici navázal začátkem 90. let 20. století klub FC Slavia Třebíč.

## Umístění v jednotlivých sezonách
Stručný přehled
Zdroj: 
- 1934–1935: I. B třída BZMŽF – I. okrsek
- 1935–1942: I. A třída BZMŽF
- 1942–1944: Moravsko-Slezská divize
- 1945–1946: I. A třída BZMŽF
- 1946–1948: I. A třída BZMŽF – I. okrsek
- 1948: I. A třída ZMŽF – okrsek A

Jednotlivé ročníky
Zdroj: 
Legenda: Z – zápasy, V – výhry, R – remízy, P – porážky, VG – vstřelené góly, OG – obdržené góly, +/− – rozdíl skóre, B – body, červené podbarvení – sestup, zelené podbarvení – postup, fialové podbarvení – reorganizace, změna skupiny či soutěže
| Československo (1934 – 1939)             |                                                             |                                                             |                                                             |                                                             |                                                             |                                                             |                                                             |                                                             |                                                             |                                                             |                                                             |
| Sezóny                                   | Liga                                                        | Úroveň                                                      | Z                                                           | V                                                           | R                                                           | P                                                           | VG                                                          | OG                                                          | +/−                                                         | B                                                           | Pozice                                                      |
| 1934/35                                  | I. B třída BZMŽF – I. okrsek                                | 4                                                           | 26                                                          | ...                                                         | ...                                                         | ...                                                         | ...                                                         | ...                                                         | ...                                                         |                                                             | 1.                                                          |
| 1935/36                                  | I. A třída BZMŽF                                            | 3                                                           | 18                                                          | 8                                                           | 4                                                           | 6                                                           | 54                                                          | 52                                                          | +2                                                          | 20                                                          | 5.                                                          |
| 1936/37                                  | I. A třída BZMŽF                                            | 3                                                           | 21                                                          | 9                                                           | 0                                                           | 12                                                          | 51                                                          | 47                                                          | +4                                                          | 18                                                          | 9.                                                          |
| 1937/38                                  | I. A třída BZMŽF                                            | 3                                                           | 24                                                          | 13                                                          | 2                                                           | 9                                                           | 76                                                          | 54                                                          | +22                                                         | 28                                                          | 3.                                                          |
| 1938/39                                  | I. A třída BZMŽF                                            | 3                                                           | 26                                                          | ...                                                         | ...                                                         | ...                                                         | ...                                                         | ...                                                         | ...                                                         |                                                             |                                                             |
| Protektorát Čechy a Morava (1939 – 1945) |                                                             |                                                             |                                                             |                                                             |                                                             |                                                             |                                                             |                                                             |                                                             |                                                             |                                                             |
| Sezóny                                   | Liga                                                        | Úroveň                                                      | Z                                                           | V                                                           | R                                                           | P                                                           | VG                                                          | OG                                                          | +/−                                                         | B                                                           | Pozice                                                      |
| 1939/40                                  | I. A třída BZMŽF                                            | 3                                                           | 30                                                          | 20                                                          | 1                                                           | 9                                                           | 108                                                         | 84                                                          | +24                                                         | 41                                                          | 3.                                                          |
| 1940/41                                  | I. A třída BZMŽF                                            | 3                                                           | 30                                                          | ...                                                         | ...                                                         | ...                                                         | ...                                                         | ...                                                         | ...                                                         |                                                             | 3.                                                          |
| 1941/42                                  | I. A třída BZMŽF                                            | 3                                                           | 23                                                          | 17                                                          | 1                                                           | 5                                                           | 108                                                         | 45                                                          | +63                                                         | 35                                                          | 1.                                                          |
| 1942/43                                  | Moravsko-Slezská divize                                     | 2                                                           | 26                                                          | 12                                                          | 2                                                           | 12                                                          | 59                                                          | 82                                                          | −23                                                         | 26                                                          | 7.                                                          |
| 1943/44                                  | Moravsko-Slezská divize                                     | 2                                                           | 26                                                          | 9                                                           | 0                                                           | 17                                                          | 63                                                          | 89                                                          | −26                                                         | 18                                                          | 12.                                                         |
| 1944/45                                  | Končila druhá světová válka, pravidelné soutěže se nehrály. | Končila druhá světová válka, pravidelné soutěže se nehrály. | Končila druhá světová válka, pravidelné soutěže se nehrály. | Končila druhá světová válka, pravidelné soutěže se nehrály. | Končila druhá světová válka, pravidelné soutěže se nehrály. | Končila druhá světová válka, pravidelné soutěže se nehrály. | Končila druhá světová válka, pravidelné soutěže se nehrály. | Končila druhá světová válka, pravidelné soutěže se nehrály. | Končila druhá světová válka, pravidelné soutěže se nehrály. | Končila druhá světová válka, pravidelné soutěže se nehrály. | Končila druhá světová válka, pravidelné soutěže se nehrály. |
| Československo (1945 – 1948)             |                                                             |                                                             |                                                             |                                                             |                                                             |                                                             |                                                             |                                                             |                                                             |                                                             |                                                             |
| Sezóny                                   | Liga                                                        | Úroveň                                                      | Z                                                           | V                                                           | R                                                           | P                                                           | VG                                                          | OG                                                          | +/−                                                         | B                                                           | Pozice                                                      |
| 1945/46                                  | I. A třída BZMŽF                                            | 3                                                           | 30                                                          | 14                                                          | 2                                                           | 14                                                          | 87                                                          | 93                                                          | −6                                                          | 30                                                          | 9.                                                          |
| 1946/47                                  | I. A třída BZMŽF – I. okrsek                                | 3                                                           | 22                                                          | 10                                                          | 2                                                           | 10                                                          | 61                                                          | 64                                                          | −3                                                          | 22                                                          | 8.                                                          |
| 1947/48                                  | I. A třída BZMŽF – I. okrsek                                | 3                                                           | 18                                                          | 5                                                           | 2                                                           | 11                                                          | 35                                                          | 56                                                          | −21                                                         | 12                                                          | 9.                                                          |
| 1948                                     | I. A třída ZMŽF – okrsek A                                  | 4                                                           | 11                                                          | 5                                                           | 2                                                           | 4                                                           | 25                                                          | 22                                                          | +3                                                          | 12                                                          | 5.                                                          |

Poznámky:
- 1935/36: Chybí výsledky dvou utkání.
- 1936/37: Chybí výsledek jednoho utkání.
- 1937/38: Chybí výsledky dvou utkání.
- 1941/42: Tabulka byla uzavřena ke 2. srpnu 1942, zbývající utkání byla zrušena.